# Мариупольский район
Мариу́польский райо́н (укр. Маріу́польський райо́н) — административная единица на юго-западе Донецкой области Украины. Административный центр — город Мариуполь.
Территория района находится под российской оккупацией с марта 2022 года в ходе вторжения России в Украину.
Код района по КАТЕТТО: UA14140000000070889.
Административно-территориальные единицы с тем же названием существовали ранее: в июле-декабре 1920 года и в 1932—1962 годах.

## География
Район расположен на юго-западе области и граничит:
- на севере — с Волновахским районом;
- на востоке — с Кальмиусским районом (фактически — с Новоазовским и Тельмановским районами, подконтрольным ДНР);
- на западе — с Бердянским и Пологовским районами Запорожской области;
- на юге — акватория Азовского моря.

## Административное устройство
Район в укрупнённых границах с 17 июля 2020 года делится на 5 территориальных общин (громад), в том числе 1 городскую, 3 поселковые и 1 сельскую общину, в состав которых входят 1 город (в том числе 4 городских района), 6 посёлков городского типа, 77 сёл, 5 посёлков:
- Городские:
  - Мариупольская городская община (центр — город Мариуполь) — 1 город (4 городских района), 1 посёлок городского типа, 8 сёл, 1 посёлок;
- Поселковые:
  - Мангушская поселковая община (центр — посёлок городского типа Мангуш) — 2 посёлка городского типа, 15 сёл;
  - Никольская поселковая община[укр.] (центр — посёлок городского типа Никольское) — 1 посёлок городского типа, 25 сёл, 1 посёлок;
  - Сартанская поселковая община (центр — посёлок городского типа Сартана) — 2 посёлка городского типа, 14 сёл, 2 посёлка;
- Сельские:
  - Кальчикская сельская община (центр — село Кальчик) — 15 сёл, 1 посёлок.

Первоначально (в 2019 году) в состав района предполагалось включить также Мирненскую поселковую общину, но в итоге она вошла в состав Волновахского района.
Территориальные общины и населённые пункты в составе Мариупольского района:
| Объединённая территориальная община                              | Объединённая территориальная община | Населённые пункты                                                         | Населённые пункты    | Населённые пункты    |
| Наименование                                                     | Код КАТЕТТО (с 2020)                | Название                                                                  | Код КАТЕТТО (с 2020) | Код КОАТУУ (до 2020) |
| ---------------------------------------------------------------- | ----------------------------------- | ------------------------------------------------------------------------- | -------------------- | -------------------- |
| Кальчикская сельская община укр. Кальчицька сільська громада     | UA14140010000044623                 | село Кальчик укр. село Кальчик                                            | UA14140010010097440  | 1421782201           |
| Кальчикская сельская община укр. Кальчицька сільська громада     | UA14140010000044623                 | село Водяное укр. село Водяне                                             | UA14140010020015618  | 1421781602           |
| Кальчикская сельская община укр. Кальчицька сільська громада     | UA14140010000044623                 | село Гранитное укр. село Гранітне                                         | UA14140010030035763  | 1421781603           |
| Кальчикская сельская община укр. Кальчицька сільська громада     | UA14140010000044623                 | село Заря укр. село Зоря                                                  | UA14140010040084702  | 1421781601           |
| Кальчикская сельская община укр. Кальчицька сільська громада     | UA14140010000044623                 | село Касьяновка укр. село Касянівка                                       | UA14140010050097200  | 1421783301           |
| Кальчикская сельская община укр. Кальчицька сільська громада     | UA14140010000044623                 | село Катериновка укр. село Катеринівка                                    | UA14140010060013370  | 1421784402           |
| Кальчикская сельская община укр. Кальчицька сільська громада     | UA14140010000044623                 | село Келлеровка укр. село Келерівка                                       | UA14140010070024081  | 1421782203           |
| Кальчикская сельская община укр. Кальчицька сільська громада     | UA14140010000044623                 | село Кирилловка укр. село Кирилівка                                       | UA14140010080063275  | 1421782202           |
| Кальчикская сельская община укр. Кальчицька сільська громада     | UA14140010000044623                 | село Ключевое укр. село Ключове                                           | UA14140010090029702  | 1421783303           |
| Кальчикская сельская община укр. Кальчицька сільська громада     | UA14140010000044623                 | село Кременёвка укр. село Кременівка                                      | UA14140010100070523  | 1421783304           |
| Кальчикская сельская община укр. Кальчицька сільська громада     | UA14140010000044623                 | село Македоновка укр. село Македонівка                                    | UA14140010110074635  | 1421783302           |
| Кальчикская сельская община укр. Кальчицька сільська громада     | UA14140010000044623                 | село Малоянисоль укр. село Малоянисоль                                    | UA14140010120019023  | 1421784401           |
| Кальчикская сельская община укр. Кальчицька сільська громада     | UA14140010000044623                 | село Приовражное укр. село Приовражне                                     | UA14140010130098570  | 1421781604           |
| Кальчикская сельская община укр. Кальчицька сільська громада     | UA14140010000044623                 | село Труженка укр. село Труженка                                          | UA14140010140095377  | 1421784403           |
| Кальчикская сельская община укр. Кальчицька сільська громада     | UA14140010000044623                 | село Херсонес укр. село Херсонес                                          | UA14140010150026519  | 1421783309           |
| Кальчикская сельская община укр. Кальчицька сільська громада     | UA14140010000044623                 | посёлок Асланово укр. селище Асланове                                     | UA14140010160051418  | 1421783305           |
| Мангушская поселковая община укр. Мангушська селищна громада     | UA14140030000092230                 | посёлок городского типа Мангуш укр. селище міського типу Мангуш           | UA14140030010076696  | 1423955100           |
| Мангушская поселковая община укр. Мангушська селищна громада     | UA14140030000092230                 | посёлок городского типа Ялта укр. селище міського типу Ялта               | UA14140030020058899  | 1423955500           |
| Мангушская поселковая община укр. Мангушська селищна громада     | UA14140030000092230                 | село Азовское укр. село Азовське                                          | UA14140030030011459  | 1423955501           |
| Мангушская поселковая община укр. Мангушська селищна громада     | UA14140030000092230                 | село Бабах-Тарама укр. село Бабах-Тарама                                  | UA14140030040043236  | 1423985502           |
| Мангушская поселковая община укр. Мангушська селищна громада     | UA14140030000092230                 | село Белосарайская Коса укр. село Білосарайська Коса                      | UA14140030050040224  | 1423984402           |
| Мангушская поселковая община укр. Мангушська селищна громада     | UA14140030000092230                 | село Буряковая Балка укр. село Бурякова Балка                             | UA14140030060086450  | 1423984403           |
| Мангушская поселковая община укр. Мангушська селищна громада     | UA14140030000092230                 | село Глубокое укр. село Глибоке                                           | UA14140030070040581  | 1423984404           |
| Мангушская поселковая община укр. Мангушська селищна громада     | UA14140030000092230                 | село Демьяновка укр. село Дем’янівка                                      | UA14140030080044382  | 1423983302           |
| Мангушская поселковая община укр. Мангушська селищна громада     | UA14140030000092230                 | село Захаровка укр. село Захарівка                                        | UA14140030090094090  | 1423986602           |
| Мангушская поселковая община укр. Мангушська селищна громада     | UA14140030000092230                 | село Камышеватое укр. село Комишувате                                     | UA14140030100070925  | 1423983301           |
| Мангушская поселковая община укр. Мангушська селищна громада     | UA14140030000092230                 | село Мелекино укр. село Мелекіне                                          | UA14140030110070654  | 1423984401           |
| Мангушская поселковая община укр. Мангушська селищна громада     | UA14140030000092230                 | село Огородное укр. село Огороднє                                         | UA14140030120022722  | 1423984405           |
| Мангушская поселковая община укр. Мангушська селищна громада     | UA14140030000092230                 | село Портовское укр. село Портівське                                      | UA14140030130091362  | 1423984406           |
| Мангушская поселковая община укр. Мангушська селищна громада     | UA14140030000092230                 | село Стародубовка укр. село Стародубівка                                  | UA14140030140023070  | 1423986601           |
| Мангушская поселковая община укр. Мангушська селищна громада     | UA14140030000092230                 | село Украинка укр. село Українка                                          | UA14140030150053401  | 1423983303           |
| Мангушская поселковая община укр. Мангушська селищна громада     | UA14140030000092230                 | село Урзуф укр. село Урзуф                                                | UA14140030160031433  | 1423985501           |
| Мангушская поселковая община укр. Мангушська селищна громада     | UA14140030000092230                 | село Юрьевка укр. село Юр’ївка                                            | UA14140030170032293  | 1423955502           |
| Мариупольская городская община укр. Маріупольська міська громада | UA14140050000020560                 | город Мариуполь укр. місто Маріуполь                                      | UA14140050010029262  | 1412300000           |
| Мариупольская городская община укр. Маріупольська міська громада | UA14140050000020560                 | • Кальмиусский район укр. Кальміуський район                              | UA14140050010166965  | 1412336600           |
| Мариупольская городская община укр. Маріупольська міська громада | UA14140050000020560                 | • Левобережный район укр. Лівобережний район                              | UA14140050010258579  | 1412336900           |
| Мариупольская городская община укр. Маріупольська міська громада | UA14140050000020560                 | • Приморский район укр. Приморський район                                 | UA14140050010350963  | 1412337200           |
| Мариупольская городская община укр. Маріупольська міська громада | UA14140050000020560                 | • Центральный район укр. Центральний район                                | UA14140050010437700  | 1412336300           |
| Мариупольская городская община укр. Маріупольська міська громада | UA14140050000020560                 | посёлок городского типа Старый Крым укр. селище міського типу Старий Крим | UA14140050020046281  | 1412345600           |
| Мариупольская городская община укр. Маріупольська міська громада | UA14140050000020560                 | село Агробаза укр. село Агробаза                                          | UA14140050030095106  | 1423981102           |
| Мариупольская городская община укр. Маріупольська міська громада | UA14140050000020560                 | село Бердянское укр. село Бердянське                                      | UA14140050040051109  | 1423981101           |
| Мариупольская городская община укр. Маріупольська міська громада | UA14140050000020560                 | село Покровское укр. село Покровське                                      | UA14140050050016949  | 1423982201           |
| Мариупольская городская община укр. Маріупольська міська громада | UA14140050000020560                 | село Приазовское укр. село Приазовське                                    | UA14140050060023435  | 1423981103           |
| Мариупольская городская община укр. Маріупольська міська громада | UA14140050000020560                 | село Пригородное укр. село Приміське                                      | UA14140050070010157  | 1423981104           |
| Мариупольская городская община укр. Маріупольська міська громада | UA14140050000020560                 | село Червоное укр. село Червоне                                           | UA14140050080028899  | 1423982203           |
| Мариупольская городская община укр. Маріупольська міська громада | UA14140050000020560                 | село Шевченко укр. село Шевченко                                          | UA14140050090051167  | 1423981105           |
| Мариупольская городская община укр. Маріупольська міська громада | UA14140050000020560                 | село Широкая Балка укр. село Широка Балка                                 | UA14140050100021217  | 1423982204           |
| Мариупольская городская община укр. Маріупольська міська громада | UA14140050000020560                 | посёлок Рыбацкое укр. селище Рибацьке                                     | UA14140050110075502  | 1423982202           |
| Никольская поселковая община укр. Нікольська селищна громада     | UA14140070000060361                 | посёлок городского типа Никольское укр. селище міського типу Нікольське   | UA14140070010098555  | 1421755100           |
| Никольская поселковая община укр. Нікольська селищна громада     | UA14140070000060361                 | село Боевое укр. село Бойове                                              | UA14140070020090118  | 1421781101           |
| Никольская поселковая община укр. Нікольська селищна громада     | UA14140070000060361                 | село Весёлое укр. село Веселе                                             | UA14140070030034308  | 1421781802           |
| Никольская поселковая община укр. Нікольська селищна громада     | UA14140070000060361                 | село Зелёный Яр укр. село Зелений Яр                                      | UA14140070040095367  | 1421781801           |
| Никольская поселковая община укр. Нікольська селищна громада     | UA14140070000060361                 | село Кальчиновка укр. село Кальчинівка                                    | UA14140070050083327  | 1421785003           |
| Никольская поселковая община укр. Нікольська селищна громада     | UA14140070000060361                 | село Криничное укр. село Криничне                                         | UA14140070060088056  | 1421787002           |
| Никольская поселковая община укр. Нікольська селищна громада     | UA14140070000060361                 | село Ксеновка укр. село Ксенівка                                          | UA14140070070076600  | 1421785503           |
| Никольская поселковая община укр. Нікольська селищна громада     | UA14140070000060361                 | село Луговое укр. село Лугове                                             | UA14140070080041281  | 1421781803           |
| Никольская поселковая община укр. Нікольська селищна громада     | UA14140070000060361                 | село Малиновка укр. село Малинівка                                        | UA14140070090042849  | 1421781102           |
| Никольская поселковая община укр. Нікольська селищна громада     | UA14140070000060361                 | село Назаровка укр. село Назарівка                                        | UA14140070100093562  | 1421785005           |
| Никольская поселковая община укр. Нікольська селищна громада     | UA14140070000060361                 | село Новогригоровка укр. село Новогригорівка                              | UA14140070110090287  | 1421781103           |
| Никольская поселковая община укр. Нікольська селищна громада     | UA14140070000060361                 | село Новокрасновка укр. село Новокраснівка                                | UA14140070120094937  | 1421785001           |
| Никольская поселковая община укр. Нікольська селищна громада     | UA14140070000060361                 | село Новоромановка укр. село Новороманівка                                | UA14140070130018106  | 1421785506           |
| Никольская поселковая община укр. Нікольська селищна громада     | UA14140070000060361                 | село Новоянисоль укр. село Новоянисоль                                    | UA14140070140068060  | 1421755102           |
| Никольская поселковая община укр. Нікольська селищна громада     | UA14140070000060361                 | село Панновка укр. село Паннівка                                          | UA14140070150082587  | 1421781104           |
| Никольская поселковая община укр. Нікольська селищна громада     | UA14140070000060361                 | село Первомайское укр. село Первомайське                                  | UA14140070160056264  | 1421787003           |
| Никольская поселковая община укр. Нікольська селищна громада     | UA14140070000060361                 | село Перемога укр. село Перемога                                          | UA14140070170062373  | 1421787004           |
| Никольская поселковая община укр. Нікольська селищна громада     | UA14140070000060361                 | село Республика укр. село Республіка                                      | UA14140070180027508  | 1421785501           |
| Никольская поселковая община укр. Нікольська селищна громада     | UA14140070000060361                 | село Садовое укр. село Садове                                             | UA14140070190092586  | 1421781804           |
| Никольская поселковая община укр. Нікольська селищна громада     | UA14140070000060361                 | село Сергеевка укр. село Сергіївка                                        | UA14140070200046499  | 1421785507           |
| Никольская поселковая община укр. Нікольська селищна громада     | UA14140070000060361                 | село Суженка укр. село Суженка                                            | UA14140070210033962  | 1421781105           |
| Никольская поселковая община укр. Нікольська селищна громада     | UA14140070000060361                 | село Темрюк укр. село Темрюк                                              | UA14140070220087857  | 1421786601           |
| Никольская поселковая община укр. Нікольська селищна громада     | UA14140070000060361                 | село Тополиное укр. село Тополине                                         | UA14140070230045178  | 1421787001           |
| Никольская поселковая община укр. Нікольська селищна громада     | UA14140070000060361                 | село Украинка укр. село Українка                                          | UA14140070240037167  | 1421785007           |
| Никольская поселковая община укр. Нікольська селищна громада     | UA14140070000060361                 | село Фёдоровка укр. село Федорівка                                        | UA14140070250055742  | 1421781805           |
| Никольская поселковая община укр. Нікольська селищна громада     | UA14140070000060361                 | село Шевченко укр. село Шевченко                                          | UA14140070260014220  | 1421787005           |
| Никольская поселковая община укр. Нікольська селищна громада     | UA14140070000060361                 | посёлок Лесное укр. селище Лісове                                         | UA14140070270098721  | 1421755101           |
| Сартанська поселковая община укр. Сартанська селищна громада     | UA14140090000015932                 | посёлок городского типа Сартана укр. селище міського типу Сартана         | UA14140090010010726  | 1412345300           |
| Сартанська поселковая община укр. Сартанська селищна громада     | UA14140090000015932                 | посёлок городского типа Талаковка укр. селище міського типу Талаківка     | UA14140090020030953  | 1412345800           |
| Сартанська поселковая община укр. Сартанська селищна громада     | UA14140090000015932                 | село Бердянское укр. село Бердянське                                      | UA14140090030070643  | 1421588402           |
| Сартанська поселковая община укр. Сартанська селищна громада     | UA14140090000015932                 | село Водяное укр. село Водяне                                             | UA14140090040074073  | 1421589002           |
| Сартанська поселковая община укр. Сартанська селищна громада     | UA14140090000015932                 | село Гнутово укр. село Гнутово                                            | UA14140090050042841  | 1412345801           |
| Сартанська поселковая община укр. Сартанська селищна громада     | UA14140090000015932                 | село Заиченко укр. село Заїченко                                          | UA14140090060031382  | 1421589004           |
| Сартанська поселковая община укр. Сартанська селищна громада     | UA14140090000015932                 | село Лебединское укр. село Лебединське                                    | UA14140090070047731  | 1421583701           |
| Сартанська поселковая община укр. Сартанська селищна громада     | UA14140090000015932                 | село Орловское укр. село Орловське                                        | UA14140090080015197  | 1421588202           |
| Сартанська поселковая община укр. Сартанська селищна громада     | UA14140090000015932                 | село Павлополь укр. село Павлопіль                                        | UA14140090090082943  | 1421585801           |
| Сартанська поселковая община укр. Сартанська селищна громада     | UA14140090000015932                 | село Пищевик укр. село Пищевик                                            | UA14140090100060947  | 1421585802           |
| Сартанська поселковая община укр. Сартанська селищна громада     | UA14140090000015932                 | село Пикузы укр. село Пікузи                                              | UA14140090110068938  | 1421589001           |
| Сартанська поселковая община укр. Сартанська селищна громада     | UA14140090000015932                 | село Сопино укр. село Сопине                                              | UA14140090120095123  | 1421583703           |
| Сартанська поселковая община укр. Сартанська селищна громада     | UA14140090000015932                 | село Фёдоровка укр. село Федорівка                                        | UA14140090130087547  | 1421588203           |
| Сартанська поселковая община укр. Сартанська селищна громада     | UA14140090000015932                 | село Чермалык укр. село Чермалик                                          | UA14140090140039006  | 1421588201           |
| Сартанська поселковая община укр. Сартанська селищна громада     | UA14140090000015932                 | село Черненко укр. село Черненко                                          | UA14140090150072271  | 1421585803           |
| Сартанська поселковая община укр. Сартанська селищна громада     | UA14140090000015932                 | село Широкино укр. село Широкине                                          | UA14140090160060919  | 1421588401           |
| Сартанська поселковая община укр. Сартанська селищна громада     | UA14140090000015932                 | посёлок Калиновка укр. селище Калинівка                                   | UA14140090170071744  | 1421583702           |
| Сартанська поселковая община укр. Сартанська селищна громада     | UA14140090000015932                 | посёлок Ломакино укр. селище Ломакине                                     | UA14140090180079474  | 1412345803           |

## Территория и население
Площадь территории района — 2,62 тысячи квадратных километров.
Численность населения района в укрупнённых границах — 641,28 тысяч человек. Плотность населения — 244,4 чел./км2.
Данные о территории и населении Мариупольского района и входящих в него общин:
| Название общины     | Тип общины | Площадь, км2 | Население, тыс. чел. | Плотность населения, чел./км2 | Количество населённых пунктов | Административный центр | Население адм. центра, тыс. чел. |
| ------------------- | ---------- | ------------ | -------------------- | ----------------------------- | ----------------------------- | ---------------------- | -------------------------------- |
| Кальчикская         | сельская   | 440,1        | 12,60                | 28,6                          | 16                            | с. Кальчик             | 1,49                             |
| Мангушская          | поселковая | 635,1        | 35,95                | 56,6                          | 17                            | пгт. Мангуш            | 7,94                             |
| Мариупольская       | городская  | 376,6        | 544,80               | 1’446,6                       | 11                            | г. Мариуполь           | 436,57                           |
| Никольская          | поселковая | 780,6        | 27,33                | 35,0                          | 27                            | пгт. Никольское        | 7,95                             |
| Сартанская          | поселковая | 391,6        | 20,60                | 52,6                          | 18                            | пгт. Сартана           | 10,24                            |
| Мариупольский район |            | 2’624,0      | 641,28               | 244,4                         | 89                            | г. Мариуполь           | 436,57                           |

Примечания к таблице:
1. Количество, состав и список территориальных общин отображены на основании принятых в июне-июле 2020 года нормативно-правовых актов Верховной рады Украины и Кабинета министров Украины.
2. Численность населения территориальных общин, районов рассчитана по данным Госстата (по состоянию на 01.01.2020, а также с учётом вынужденно перемещённых лиц по данным Минфина (по состоянию на 01.01.2021).
3. Площадь территориальных общин является приближённой к существующей и будет рассчитана после определения всех границ территориальных общин, установленном в порядке, определённом законодательством.

## Местное самоуправление
Состав районного совета, избранного в 2020 году:
- Блок Вадима Бойченко — 26 депутатов;
- Оппозиционная платформа — За жизнь — 23 депутата;
- Слуга народа — 5 депутатов.

Председателем районного совета депутатами был избран Степан Григорьевич Махсма, ранее бывший секретарём Мариупольского горсовета (2015—2020) и поселковым головой Сартаны (2010—2015).
ЦИК Украины в августе 2020 года отменила назначенные на 25 октября 2020 года выборы в Сартанской территориальной общине, подконтрольной Украине, сославшись на небезопасность прифронтовой зоны.

## История

### 1920 год
В 1873 году был образован Мариупольский уезд Екатеринославской губернии в составе Российской империи. С 6 июля 1919 года уезд вошёл в состав Украинской ССР, а 16 апреля 1920 года он был подчинён новосозданной Донецкой губернии.
12 июля 1920 года, приказом Донецкого губисполкома, Донецкая губерния была разделена на 13 районов, в том числе Мариупольский район, в составе которого были включены 42 волости — 39 волостей бывшего Мариупольского уезда и 3 волости на левом берегу Кальмиуса, ранее входившие в состав Области Войска Донского.
Однако уже 16 декабря 1920 года была возвращена уездная система деления губерний. В Донецкой губернии были восстановлены 11 уездов, в том числе Мариупольский уезд. В его состав входили город Мариуполь и 41 волость бывшего Мариупольского района (за исключением Петровской волости, перешедшей в состав Гришинского уезда). 7 марта 1923 года был создан Мариупольский округ из Мариупольского, а также частей Юзовского и Таганрогского уездов Донецкой губернии и Бердянского уезда Екатеринославской губернии. Хотя округ делился на районы, но административный центр — город Мариуполь — не входил в состав ни одного из них.

### 1932—1962 годы
2 сентября 1930 года, постановлением ВУЦИК, в Украинской ССР были упразднены округа и образованы районы, национальные районы и территории, подчинённые городским советам (в том числе Мариупольский городской совет). 7 февраля 1932 года УССР была разделена на 5 областей, но Мариуполь и ещё 3 города и 13 районов Донбасса остались территориями, непосредственно подчинёнными республиканскому центру.

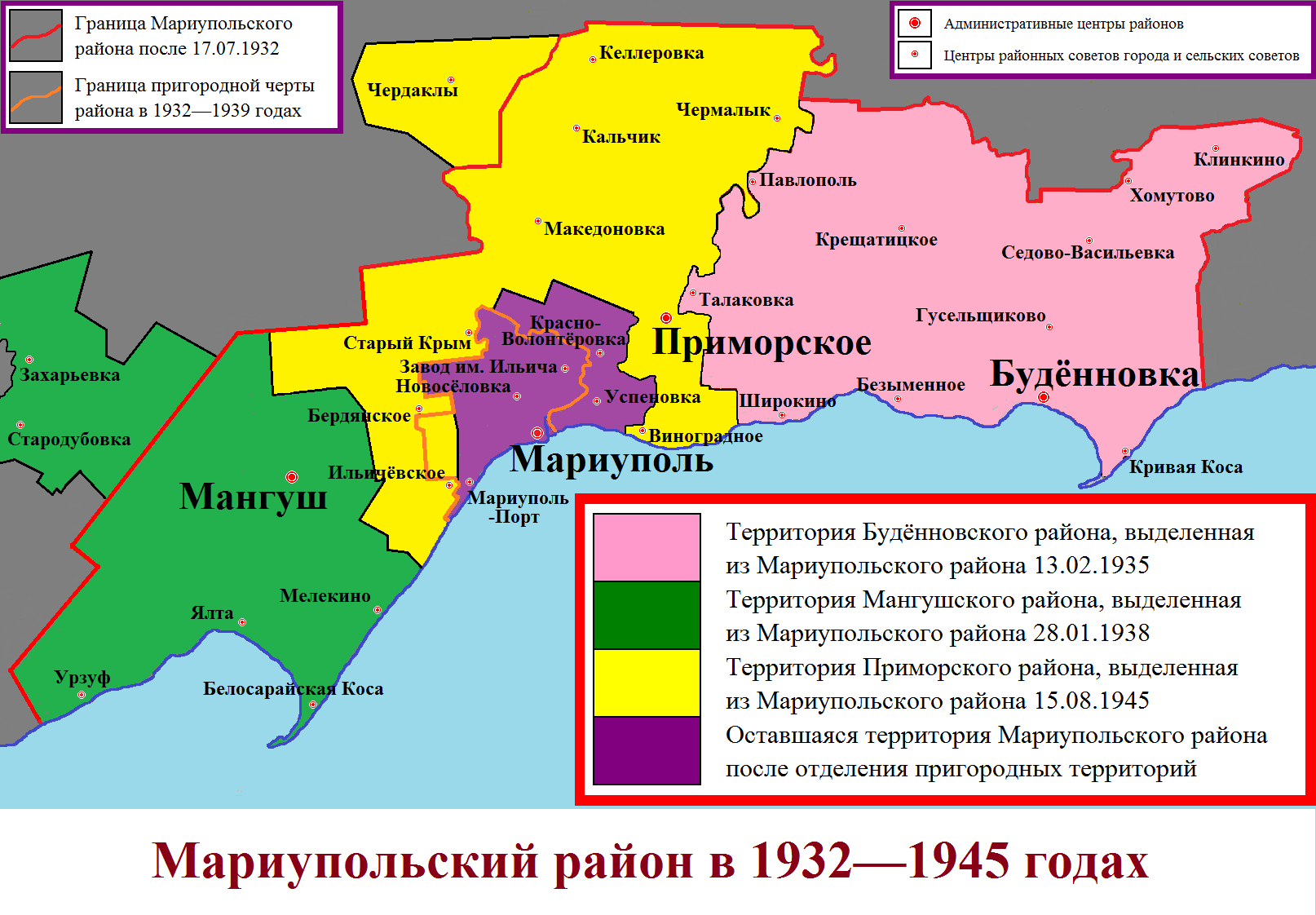
Изменение территории Мариупольского района в 1932—1945 годах.

17 июля 1932 года из 17 городов и районов центрального подчинения (в том числе и Мариуполя), 13 районов Харьковской и 5 районов Днепропетровской областей была образована Донецкая область. В составе новой области был создан Мариупольский район, включивший в себя следующие территории:
- город Мариуполь;
- Безыменский, Будённовский, Гусельщиковский, Клинкинский, Крещатицкий, Криво-Косовский, Павлопольский, Седово-Васильевский, Талаковский, Хомутовский и Широкинский сельские советы упразднённого Будённовского района;
- Белосарайский, Мангушский, Мелекинский, Старо-Крымский, Урзуфский и Ялтинский упразднённого Мангушского района;
- Келлеровский, Красно-Волонтёровский (сейчас — посёлок Волонтёровка в Ильичёвском районе), Македоновский, Сартанский, Успеновский (сейчас — посёлок Успеновка в Орджоникидзевском районе), Чермалыкский упразднённого Сартанского района.

Район был разделён на городскую черту Мариуполя, находившегося в областном подчинении, и пригородную черту. Вопрос о статусе Мариуполя, как и остальных городов областного подчинения, в Сталинской области затрудняется тем, что в источниках того времени есть разночтения — по одним из них Мариуполь (как и прочие города областного подчинения) является частью района, по другим является его административным центром, не входя в состав. Так, например, в официальном справочнике 1938 года города областного подчинения не отнесены к районам, а при проведении переписи 1939 года все они были отнесены к соответствующим районам.
13 февраля 1935 года, постановлением Президиума ЦИК УССР, из состава пригородной черты Мариупольского района в состав вновь образованного Будённовского района отошли Безыменский, Будённовский, Гусельщиковский, Клинкинский, Крещатицкий, Криво-Косовский, Павлопольский, Седово-Васильевский, Талаковский, Хомутовский и Широкинский сельские советы. Позже, 26 мая 1936 года, небольшая часть Будённовского района (колхоз «Азоврис» Талаковского сельсовета) возвращена Сартанскому сельсовету пригородной черты Мариупольского района.
28 января 1938 года, постановлением президиума Донецкого облисполкома, Мариупольский район (как и другие районы области) был разукрупнён с выделением из него Мангушского района. В состав вновь образованного района вошли территории с общей численностью населения 20 тысяч человек:
- Белосарайский, Мангушский, Мелекинский, Урзуфский и Ялтинский сельские советы Мариупольского района;
- Захарьевский и Стародубовский сельские советы Володарского района.

Остальная часть советов Мариупольского района — Келлеровский, Красно-Волонтёровский (сейчас — посёлок Волонтёровка в Ильичёвском районе), Македоновский, Сартанский, Старо-Крымский, Успеновский (сейчас — посёлок Успеновка в Орджоникидзевском районе), Чермалыкский — остались в составе Мариупольского района с подчинением их Мариупольскому городскому совету.
3 июня 1938 года, указом Президиума Верховного совета СССР, Донецкая область была разделена на Сталинскую и Ворошиловградскую; при этом Мариупольский район вошёл в состав Сталинской области.
5 мая 1939 года, постановлением Президиума Сталинского облисполкома, в связи со значительным расширением территории города в центральной части городе был организован Молотовский район в составе северной части города от улицы имени Ленина (включая её северную нечётную сторону и Биржевой спуск до реки Кальчик), Правого берега и посёлков Аджахи, Новосёловка, Парковый, Кальчанский, Верхний Блок, Нижний Блок, Садки 4-го и 5-го районов. Новосёловский городской район был ликвидирован и вошёл в состав Молотовского. При этом, городские районы не были официально утверждены Верховным советом УССР.
22 июня 1939 года, указом Президиума Верховного совета УССР, были утверждены существовавшие Молотовский и Портовской районные советы и образован Орджоникидзевский райгорсовет в восточной (левобережной) части города. Однако существовавший Заводской райсовет утверждён не был, и его территория была разделена между Молотовским и Орджоникидзевским районами.
27 июня 1940 года, очередным указом Президиума Верховного совета УССР, на месте бывшего Заводского района был утверждён Ильичёвский районный совет.
23 октября 1940 года Кальчикский сельский совет Мариупольского района был преобразован в поселковый совет.
В годы Великой Отечественной войны территория района с октября 1941 года по сентябрь 1943 года была оккупирована немецко-фашистскими войсками и их союзниками. Оккупанты не проводили изменений в административно-территориальном делении, за исключением переименования некоторых населённых пунктов. После освобождения территории района в первой половине сентября 1943 года административное деление и довоенные названия населённых пунктов были восстановлены.
2 июня 1945 года Сталинским облисполкомом, в рамках переименования населённых пунктов с немецкими названиями, в Мариупольском районе хутор Ратке Виноградненского сельсовета был переименован в хутор Подгорный (ныне — восточная часть бывшего села Виноградного в Левобережном районе Мариуполя).
15 августа 1945 года, указом Президиума Верховного совета УССР «О сохранении исторических наименований и упорядочении существующих названий сельсоветов и населённых пунктов Сталинской области» были переименованы следующие населённые пункты:
- посёлок городского типа Сартана — в посёлок городского типа Приморское; Сартанский поселковый совет — в Приморский поссовет;
- село Келлеровка — в село Кирово; Келлеровский сельский совет — в Кировский сельсовет;
- село Чермалыкский — в село Зажиточное (Заможное); Чермалыкский сельский совет — в Зажиточный (Заможненский) сельсовет;
- хутор Виноградный — в село Виноградное;
- хутор колхоза «Червоный Орач» — в село Червоное;
- хутор колхоза «Шлях Ильича» — в село Ильичёвское;
- хутор колхоза «Червоное Господарство» — в село Червоное Господарство;
- хутор совхоза «Портовской» — в посёлок Портовское.

15 августа 1945 года «в целях улучшения административно-хозяйственного руководства промышленностью и сельским хозяйством крупного промышленно-портового города и создания необходимых условий для быстрейшего восстановления промпредприятий, социально-культурных учреждений, городского коммунального и жилищного хозяйства, а также учитывая ходатайства партийных и советских организаций Мариуполя», исполком Сталинского облсовета депутатов трудящихся издал постановление о разукрупнении Мариупольского района на два самостоятельных района: Мариупольский городской (центр — город Мариуполь) и Приморский сельский (центр — посёлок городского типа Сартана, переименованный в Приморское).
В состав вновь образованного Приморского района были включены:
- Приморский и Старо-Крымский поселковые советы Мариупольского района;
- Бердянский, Виноградский (выделенный из Успеновского), Зажиточный, Кальчикский, Кировский и Македоновский сельские советы Мариупольского района;
- Кременёвский сельский совет Володарского района;
- населённые пункты колхозов «Червоный Орач», «Шлях Ильича», «Червоное Господарство» и совхоза «Портовской» (расположенные в Самариной балке), находившиеся в административном обслуживании Портовского района Мариуполя, из которых был сформирован Ильичёвский сельский совет.

В административном обслуживании Мариупольского городского района остались территории городских районных советов (Ильичёвского, Молотовского, Орджоникидзевского и Портовского), а также территории ликвидированных Красно-Волонтёровского и Успеновского (без выделенного из него Виноградского) сельских советов, включённых в состав Ильичёвского и Орджоникидзевского городских районов соответственно.
Центр образованного Приморского района — посёлок городского типа Сартана — был переименован в Приморское.
22 октября 1948 года, постановлением Совета Министров СССР, городу Мариуполь было присвоено имя Жданов в честь советского партийного и государственного деятеля Андрея Александровича Жданова, который родился тут в 1896 году. Мариупольский район был также переименован в Ждановский район.
28 декабря 1956 года, решением Сталинского облисполкома, посёлок Кальчикстрой Приморского района был отнесён к категории посёлков городского типа и переименован в Каменское; был также образован Каменский поселковый совет. Тем же решением, сёла Талаковка и Федосеевка Коминтерновского сельсовета были объединены в посёлок городского типа Талаковка, и был учреждён Талаковский поселковый совет.
21 октября 1957 года, указом Президиума Верховного Совета УССР, Молотовский район города Жданова переименован в Жовтневый район.
27 сентября 1958 года, решением Сталинского облисполкома, посёлок городского типа Каменское (до 1956 — посёлок Кальчикстрой) Приморского района был включён в черту города Жданова (сейчас — посёлок Каменск в составе Ильичёвского района города Мариуполя).
21 января 1959 года, указом Президиума Верховного Совета УССР, был ликвидирован Приморский район Сталинской области. Тем же указом в городе Жданове был ликвидирован Портовской район, включённый в состав Жовтневого района. На следующий день, решением Сталинского облисполкома, часть территории ликвидированного Приморского района (Приморский поселковый совет) была передана в подчинение Ждановскому городскому совету депутатов.
27 марта 1959 года, решением Сталинского облисполкома, Виноградовский сельский совет Новоазовского района, Старо-Крымский поселковый совет и Ильичёвский сельский совет Першотравневого района переданы в подчинение Ждановскому городскому совету.
12 апреля 1961 года Талаковский поселковый совет Новоазовского района (которому, в свою очередь, было передано село Заиченко Широкинского сельсовета) был включён в состав Ждановского района и был подчинён Орджоникидзевскому райсовету города Жданова.
9 ноября 1961 года, указом Президиума Верховного Совета УССР, Сталинская область была переименована в Донецкую.
30 декабря 1962 года, указом Президиума Верховного Совета УССР, в рамках реализации республиканской реформы административно-территориального деления,  город Жданов отнесён в подчинение областного (промышленного) совета депутатов трудящихся. При этом Старо-Крымский поселковый совет был передан в состав Володарского района, а Приморский и Талаковский поселковые и Виноградненский сельский советы — в состав Новоазовского района. Таким образом, Ждановский район был ликвидирован.

### с 2020 года
В рамках реформы административно-территориального деления на Украине, 17 июля 2020 года, Постановлением Верховной Рады от 17 июля 2020 года «О создании и ликвидации районов», был образован Мариупольский район. В его состав были включены ликвидированные Никольский и Мангушский районы и территория города областного значения Мариуполь, а южные территории Волновахского района (входившие до 2014 года в состав Новоазовского и Тельмановского районов). Также были ликвидированы входившие в состав районов сельские советы. Сёла бывшего Виноградненского сельского совета — Виноградное, Пионерское и Приморское — были ликвидированы и включены в состав города Мариуполя (вошли в Левобережный район города).
Территория созданного района делилась на 5 объединённых территориальных общин — 1 городскую, 3 поселковых и 1 сельскую:
- Мариупольская городская община:
  - из города областного значения Мариуполь — Мариупольский городской совет; Старо-Крымский поселковый совет, Виноградненский сельский совет;
  - из Мангушского района — Бердянский и Покровский сельские советы;
- Мангушская поселковая община:
  - из Мангушского района — Мангушский и Ялтинский поселковые советы; Камышеватский, Мелекинский, Стародубовский и Урзуфский сельские советы;
- Никольская поселковая община:
  - из Никольского района — Никольский поселковый совет; Боевской, Зеленоярский, Новокрасновский, Ресбликанский, Темрюкский и Тополинский сельские советы;
- Сартанская поселковая община:
  - из города областного значения Мариуполь — Сартанский и Талаковский поселковые советы.
  - из территорий, переданных в 2014 году в Волновахский район из Новоазовского — Коминтерновский, Лебединский, Павлопольский и Широкинский сельские советы;
  - из территорий, переданных в 2014 году в Волновахский район из Тельмановского — Чермалыкский сельский совет;
- Кальчикская сельская община:
  - из Никольского района — Зарянский, Кальчикский, Касьяновский и Малоянисольский сельские советы.

С марта 2022 года вся территория района, а с апреля того же года — и города Мариуполь оккупирована Россией. Россия не признаёт ни изменений в территориальном делении, ни переименований населённых пунктов и административных районов на территории Донецкой области после 11 мая 2014 года. Территория района была вновь разделена между восстановленными Мариупольским горсоветом, Володарским и Першотравневым районами, а часть сельсоветов была возвращена в состав Новоазовского и Тельмановского районов.
30 сентября 2022 года Россия объявила об аннексии оккупированных ею территорий Украины.